# 龙里瘰螈
龙里瘰螈（学名：Paramesotriton longliensis），一种分布于中华人民共和国中南部的两栖动物，隶属于蝾螈科瘰螈属。

## 形态特征
成年雄螈体长101.7～131.1毫米，成年雌螈体长104.5～140毫米。头部略扁平，前窄后宽。头部后端两侧隆起，体背嵴隆起明显。身体背部呈淡黑褐色或淡土黄色，腹部为黑色，具有不规则橘红色或橘黄色的点状斑或条形斑。

## 分布
本种正模采集自贵州省龙里县水场乡（今属龙山镇），之后在重庆市、云南省和湖北省也有发现。